# Basilea I
Basilea I fa referència a un conjunt de recomanacions formulades el 1988 pel Comitè de Basilea, un comitè que reuneix els bancs centrals del G-10 sota els auspicis del Banc de Pagaments Internacionals a Basilea.
Aquestes recomanacions, també conegudes amb el nom d'Acord de Basilea de 1988, volien assegurar l'estabilitat del sistema bancari internacional fixant un límit mínim al volum de fons propis dels bancs. Aquest mínim es va fixar mitjançant l'establiment d'un coeficient mínim del 8% de capital enfront de tots els crèdits atorgats pels bancs. Aquesta ràtio, s'anomena ratio Cooke en referència al President en el moment d'aplicació de les recomanacions, es va posar en marxa a la majoria dels països de l'OCDE el 1992. Va ser construït a mitjans de la dècada de 1990 per integrar la gestió dels riscos fora de balanç, com els riscos associats amb els derivats financers, però ràpidament es va fer evident que calia un nou disseny de l'Acord, cosa que va fer el Comitè amb Basilea II, i que s'està duent a terme des del 2006.

## Antecedents i enfocament
El Comitè de Basilea va ser creat pels governadors dels bancs centrals del G10 el 1974, amb l'objectiu primer de la millora de l'estabilitat del sistema bancari internacional, així mateix garantir l'estabilitat d'un sistema financer cada vegada més internacionalitzat.
En primer lloc, per limitar el risc de fallida, el Comitè es va centrar en el risc de crèdit.
Quan un banc incorre en pèrdues en els préstecs, no pot cobrir aquestes pèrdues sense consumir el seu capital. Quan tot el capital es consumeix, el banc comença a consumir el capital dipositat o que li han prestat i es troba en un estat de virtual fallida (en realitat és poc probable que arribi al punt en què tot el capital es consumeixi).

## Acord
L'Acord de Basilea de 1988 va col·locar al centre de la seva acció la ràtio Cooke, el que significa que la proporció de capital propi regulatori (en sentit ampli) d'una entitat de crèdit en relació als seus compromisos de crèdit no pot ser inferior al 8% (que es pot traduir de la següent manera: cada banc ha de finançar cada 100 € de crèdit de la següent manera: un mínim de 8 € en fons propis i fins a un màxim de 92 € amb altres fonts de finançament, com ara dipòsits, préstecs, finançament interbancari, etc.
L'acord també defineix el que es considera com a fons propis i el que s'ha de considerar com a compromisos de crèdit.

## Fons propis en el sentit més ampli
A més del capital (fons propis en sentit estricte) es poden incloure com a fons propis reglamentaris, determinats fons considerats com "quasi-capital", és a dir, els deutes subordinats (alguns deutes subordinats només poden ser considerats com a fons propis fins a un màxim del 50% del seu valor).

## Compromisos de crèdit
Tots els compromisos de crèdit dels bancs van ser considerats, però amb alguns ajustaments:
- Alguns crèdits van ser ponderats a menys del 100% depenent de la qualitat de crèdit o garantia. Així, alguns crèdits van ser ponderats al 50% (préstecs garantits amb una hipoteca), al 20% (la garantia pel banc, una organització internacional o un Estat de fora de l'OCDE) o fins i tot del 0% (garantia = un Estat pertanyent a l'OCDE);
- Determinats compromisos, com aquells inferiors a un any, no es van incloure en els compromisos de crèdit.

## Aplicació
En rigor, l'acord conté únicament recomanacions, a càrrec de cada Estat, membre o no, i de cada autoritat reguladora, per introduir-les en la seva legislació pròpia i aplicar-les. A la UE, l'acord va quedar reflectit en la ràtio de solvència europea (Directiva 89/647/CEE 18 de desembre 1989). Els acords de Basilea s'estan aplicant en més d'un centenar de països.

## Crítiques
Aviat va quedar clar que Basilea I va ser un pas en un camí que potser mai tingui final. En primer lloc, el risc de crèdit ponderat va resultar ser poc diferenciat per reflectir tota la complexitat del risc de crèdit real. Els bancs, en general, van aprofitar aquesta manca de diferenciació per muntar operacions de control d'arbitratge. Després, durant la dècada de 1990, va sorgir un nou fenomen, és a dir, el creixement explosiu dels productes derivats, que es consideraven un risc "fora de balanç". " Aquestes qüestions es van plantejar en les recomanacions addicionals que es van incorporar en l'acord de 1996 i va establir una ràtio de fons propis diferent a la suma dels compromisos de fora de balanç.

## Desaparició
Després de diversos anys de preparació, l'acord denominat Basilea II, finalitzat el 2005, ja ha estat transposat a una directiva europea. Està íntegrament en vigor a la UE des de l'1 de gener de 2007.